# Judith Roitman
Judith "Judy" Roitman (Nueva York, 12 de noviembre de 1945) es una matemática, profesora ya retirada de la Universidad de Kansas, especializada en la teoría de conjuntos, la topología, el álgebra de Boole, y la educación matemática.

## Biografía
Roitman nació en 1945 en Nueva York. Asistió al Oberlin College, seguida de Sarah Lawrence College, donde se graduó en 1966 con un grado en literatura en lengua inglesa. Luego se interesó en la lingüística computacional. Como tenía poca educación matemática formal, Roitman comenzó a tomar clases de matemáticas en la Universidad de California en Berkeley y en la Universidad Estatal de San Francisco. Había disfrutado de las matemáticas como un estudiante de secundaria, y encontró su interés renovado. En 1969 inició sus estudios de grado en matemáticas en Berkeley. En la escuela de graduados pasó algún tiempo enseñando matemáticas en las escuelas primarias en Community Teaching Fellow. Roitman recibió su Ph.D. en 1974 en la Universidad de Berkeley, con una tesis en topología; su director de tesis fue Robert M. Solovay. Enseñó en el Wellesley College durante tres años, a continuación, pasó un semestre en el Institute for Advanced Study. Ha estado en la Universidad de Kansas desde entonces.
Ha estado involucrada en el campo de la educación matemática durante gran parte de su carrera, incluyendo la realización de talleres para maestros de primaria y profesores de secundaria y de la observación de ellos en el aula. Ha animado a los matemáticos y a la comunidad matemática en general a participar y tomar la educación matemática más en serio. Estaba en el grupo de escritores National Council of Teachers of Mathematics que produjo Principles and Standards for School Mathematics. Consternada por la politización de la educación matemática en EE. UU., Roitman ha insistido, "No hay guerra matemática".
Roitman ha estado activa en la Association for Women in Mathematics desde sus primeros años, y desempeñó el cargo de Presidenta durante el período 1979–1981. Ha sido Zen desde 1976, y actualmente es la profesora guía del Centro Zen de Kansas, de la que ella y su marido Stanley Lombardo fueron miembros fundadores.
Roitman es también poeta. Su poesía ha aparecido en varias revistas, siete chapbooks, y un libro.

## Premios y honores
En 2012 se convirtió en miembro de la American Mathematical Society.

## Publicaciones Seleccionadas
- —. (16 de enero de 1990). Introduction to Modern Set Theory. ISBN 0-471-63519-7.
- —. (Invierno de 1992). «The Uses of Set Theory». The Mathematical Intelligencer (Springer Verlag) 14 (1): 63-69. doi:10.1007/BF03024144.
- —. (1999). «Beyond the Math Wars».  En MSRI Publicaciones 36, Cambridge University Press, ed. Contemporary Issues in Mathematics Education. pp. 123-134. ISBN 0-521-65255-3.
- —. (1999). Slippage. Potes & Poets Press. ISBN 0-937013-97-8.
- —. (2008). No Face. First Intensity Press. ISBN 1-889960-17-9.
- —. (6 de diciembre de 2011). Introduction to Modern Set Theory, Revised Edition. Virginia Commonwealth University. ISBN 978-0982406-24-3. Archivado desde el original el 8 de marzo de 2016. Consultado el 30 de marzo de 2016.